# Український філателіст (журнал, Відень)
«Український філателіст» — місячник і (з 1930) двомісячник у Відні 1925–1939.
Перший видавець і редактор — Іван Карл Турин, у 1930-х pp. орган Союзу філателістів України в Німеччині і тоді частково друкувався німецькою мовою. «Український філателіст» спричинився до популяризації української справи у філателістичних колах.